# Progressió del rècord mundial de salt de perxa
El primer rècord mundial en salt de perxa masculí va ser reconegut per l'Associació Internacional de Federacions d'Atletisme el 1912.
Fins al 21 de juny de 2009, 71 rècords mundials han estat ratificats pel IAAF (ara World Athletics). D'ençà l'any 2000, l'IAAF no fa cap distinció entre competicions interiors i exteriors per a establir rècords del món de salt de perxa. Aquesta regla nova no va ser aplicada retroactivament. La introducció en els anys 1950s de perxes flexibles, fetes de materials compostos com fibra de vidre o fibra de carboni, va permetre als saltadors aconseguir alçades més altes.

## Progressió del rècord
| Rècord     | Atleta                | Estat                                       | Lloc                                                  | Data                   | #  |
| ---------- | --------------------- | ------------------------------------------- | ----------------------------------------------------- | ---------------------- | -- |
| 4.02 m     | Marc Wright           | Estats Units                                | Cambridge (Massachusetts), Estats Units d'Amèrica     | 8 de juny de 1912      | 1  |
| 4.09 m     | Frank Foss            | Estats Units                                | Anvers, Bèlgica                                       | August 20, 1920        | 1  |
| 4.12 m     | Charles Hoff          | Noruega                                     | Copenhaguen, Dinamarca                                | 22 de setembre de 1922 | 1  |
| 4.21 m     | Charles Hoff          | Noruega                                     | Copenhaguen, Dinamarca                                | 22 de juliol de 1923   | 2  |
| 4.23 m     | Charles Hoff          | Noruega                                     | Oslo, Noruega                                         | August 13, 1925        | 3  |
| 4.25 m     | Charles Hoff          | Noruega                                     | Turku, Finlàndia                                      | 27 de setembre de 1925 | 4  |
| 4.27 m     | Sabin Carr            | Estats Units                                | Filadèlfia, Estats Units d'Amèrica                    | 28 de maig de 1927     | 1  |
| 4.30 m     | Lee Barnes            | Estats Units                                | Fresno (ciutat de Califòrnia), Estats Units d'Amèrica | April 28, 1928         | 1  |
| 4.37 m     | William Graber        | Estats Units                                | Palo Alto (Califòrnia), Estats Units d'Amèrica        | 16 de juliol de 1932   | 1  |
| 4.39 m     | Keith Brown           | Estats Units                                | Boston, Estats Units d'Amèrica                        | 1 de juny de 1935      | 1  |
| 4.43 m     | George Varoff         | Estats Units                                | Princeton, Nova Jersey, Estats Units d'Amèrica        | 4 de juliol de 1936    | 1  |
| 4.54 m     | Bill Sefton           | Estats Units                                | Los Angeles, Estats Units d'Amèrica                   | 29 de maig de 1937     | 1  |
| 4.54 m     | Earle Prats           | Estats Units                                | Los Angeles, Estats Units d'Amèrica                   | 29 de maig de 1937     | 1  |
| 4.60 m     | Cornelius Warmerdam   | Estats Units                                | Fresno (ciutat de Califòrnia), Estats Units d'Amèrica | 29 de juny de 1940     | 1  |
| 4.72 m     | Cornelius Warmerdam   | Estats Units                                | Compton (Califòrnia), Estats Units d'Amèrica          | 26 de juny de 1941     | 2  |
| 4.77 m     | Cornelius Warmerdam   | Estats Units                                | Modesto, Estats Units d'Amèrica                       | 23 de maig de 1942     | 3  |
| 4.78 m     | Robert Gutowski       | Estats Units                                | Palo Alto (Califòrnia), Estats Units d'Amèrica        | April 27, 1957         | 1  |
| 4.80 m     | Don Bragg             | Estats Units                                | Palo Alto (Califòrnia), Estats Units d'Amèrica        | 2 de juliol de 1960    | 1  |
| 4.83 m     | George Davies         | Estats Units                                | Boulder (Colorado), Estats Units d'Amèrica            | 20 de maig de 1961     | 1  |
| 4.89 m     | John Uelses           | Estats Units                                | Santa Bàrbara (Califòrnia), Estats Units d'Amèrica    | 31 de març de 1962     | 1  |
| 4.93 m     | Dave Tork             | Estats Units                                | Nou, Estats Units d'Amèrica                           | April 28, 1962         | 1  |
| 4.94 m     | Pentti Nikula         | Finlàndia                                   | Kauhava, Finlàndia                                    | 22 de juny de 1962     | 1  |
| 5.00 m     | Brian Sternberg       | Estats Units                                | Filadèlfia, Estats Units d'Amèrica                    | April 27, 1963         | 1  |
| 5.08 m     | Brian Sternberg       | Estats Units                                | Compton (Califòrnia), Estats Units d'Amèrica          | 7 de juny de 1963      | 2  |
| 5.13 m     | John Pennel           | Estats Units                                | Londres, Anglaterra                                   | August 5, 1963         | 1  |
| 5.20 m     | John Pennel           | Estats Units                                | Coral Gables, Estats Units d'Amèrica                  | August 24, 1963        | 2  |
| 5.23 m     | Fred Hansen           | Estats Units                                | San Diego, Estats Units d'Amèrica                     | 13 de juny de 1964     | 1  |
| 5.28 m     | Fred Hansen           | Estats Units                                | Los Angeles, Estats Units d'Amèrica                   | 25 de juliol de 1964   | 2  |
| 5.32 m     | Bob Seagren           | Estats Units                                | Fresno (ciutat de Califòrnia), Estats Units d'Amèrica | 14 de maig de 1966     | 1  |
| 5.34 m     | John Pennel           | Estats Units                                | Los Angeles, Estats Units d'Amèrica                   | 23 de juliol de 1966   | 3  |
| 5.36 m     | Bob Seagren           | Estats Units                                | San Diego, Estats Units d'Amèrica                     | 10 de juny de 1967     | 2  |
| 5.38 m     | Paul Wilson           | Estats Units                                | Bakersfield, Estats Units d'Amèrica                   | 23 de juny de 1967     | 1  |
| 5.41 m (A) | Bob Seagren           | Estats Units                                | Echo Summit, Estats Units d'Amèrica                   | 12 de setembre de 1968 | 3  |
| 5.44 m     | John Pennel           | Estats Units                                | Sacramento, Estats Units d'Amèrica                    | 21 de juny de 1969     | 4  |
| 5.45 m     | Wolfgang Nordwig      | Alemanya de l'Est                           | Berlín, Alemanya                                      | 17 de juny de 1970     | 1  |
| 5.46 m     | Wolfgang Nordwig      | Alemanya de l'Est                           | Torín, Itàlia                                         | 3 de setembre de 1970  | 2  |
| 5.49 m     | Christos Papanikolaou | Grècia                                      | Atenes, Grècia                                        | 24 d'octubre de 1970   | 1  |
| 5.51 m     | Kjell Isaksson        | Suècia                                      | Austin, Estats Units d'Amèrica                        | April 8, 1972          | 1  |
| 5.54 m     | Kjell Isaksson        | Suècia                                      | Los Angeles, Estats Units d'Amèrica                   | April 15, 1972         | 2  |
| 5.55 m     | Kjell Isaksson        | Suècia                                      | Helsingborg, Suècia                                   | 12 de juny de 1972     | 3  |
| 5.63 m     | Bob Seagren           | Estats Units                                | Eugene, Estats Units d'Amèrica                        | 2 de juliol de 1972    | 4  |
| 5.65 m     | David Roberts         | Estats Units                                | Gainesville (Florida), Estats Units d'Amèrica         | 28 de març de 1975     | 1  |
| 5.67 m     | Earl Bell             | Estats Units                                | Wichita (Kansas), Estats Units d'Amèrica              | 29 de maig de 1976     | 1  |
| 5.70 m     | David Roberts         | Estats Units                                | Eugene, Estats Units d'Amèrica                        | 22 de juny de 1976     | 2  |
| 5.72 m     | Władysław Kozakiewicz | Polònia                                     | Milà, Itàlia                                          | 11 de maig de 1980     | 1  |
| 5.75 m     | Thierry Vigneron      | França                                      | París, França                                         | 1 de juny de 1980      | 1  |
| 5.75 m     | Thierry Vigneron      | França                                      | Lilla, França                                         | 29 de juny de 1980     | 2  |
| 5.77 m     | Philippe Houvion      | França                                      | París, França                                         | 17 de juliol de 1980   | 1  |
| 5.78 m     | Władysław Kozakiewicz | Polònia                                     | Moscou, Unió de Repúbliques Socialistes Soviètiques   | 30 de juliol de 1980   | 2  |
| 5.80 m     | Thierry Vigneron      | França                                      | Mâcon, França                                         | 20 de juny de 1981     | 3  |
| 5.81 m     | Vladimir Polyakov     | Unió de Repúbliques Socialistes Soviètiques | Tbilisi, Unió de Repúbliques Socialistes Soviètiques  | 26 de juny de 1981     | 1  |
| 5.82 m     | Pierre Quinon         | França                                      | Colònia (Alemanya), Alemanya                          | August 28, 1983        | 1  |
| 5.83 m     | Thierry Vigneron      | França                                      | Roma, Itàlia                                          | 1 de setembre de 1983  | 4  |
| 5.85 m     | Serguei Bubka         | Unió de Repúbliques Socialistes Soviètiques | Bratislava, Txecoslovàquia                            | 26 de maig de 1984     | 1  |
| 5.88 m     | Serguei Bubka         | Unió de Repúbliques Socialistes Soviètiques | París, França                                         | 2 de juny de 1984      | 2  |
| 5.90 m     | Serguei Bubka         | Unió de Repúbliques Socialistes Soviètiques | Londres, Anglaterra                                   | 13 de juliol de 1984   | 3  |
| 5.91 m     | Thierry Vigneron      | França                                      | Roma, Itàlia                                          | August 31, 1984        | 5  |
| 5.94 m     | Serguei Bubka         | Unió de Repúbliques Socialistes Soviètiques | Roma, Itàlia                                          | August 31, 1984        | 4  |
| 6.00 m     | Serguei Bubka         | Unió de Repúbliques Socialistes Soviètiques | Paris, França                                         | 13 de juliol de 1985   | 5  |
| 6.01 m     | Serguei Bubka         | Unió de Repúbliques Socialistes Soviètiques | Moscou, Unió de Repúbliques Socialistes Soviètiques   | 8 de juny de 1986      | 6  |
| 6.03 m     | Serguei Bubka         | Unió de Repúbliques Socialistes Soviètiques | Praga, Txecoslovàquia                                 | 23 de juny de 1987     | 7  |
| 6.05 m     | Serguei Bubka         | Unió de Repúbliques Socialistes Soviètiques | Bratislava, Txecoslovàquia                            | 9 de juny de 1988      | 8  |
| 6.06 m     | Serguei Bubka         | Unió de Repúbliques Socialistes Soviètiques | Niça, França                                          | 10 de juliol de 1988   | 9  |
| 6.07 m     | Serguei Bubka         | Unió de Repúbliques Socialistes Soviètiques | Shizuoka, Japó                                        | 6 de maig de 1991      | 10 |
| 6.08 m     | Serguei Bubka         | Unió de Repúbliques Socialistes Soviètiques | Moscou, Unió de Repúbliques Socialistes Soviètiques   | 9 de juny de 1991      | 11 |
| 6.09 m     | Serguei Bubka         | Unió de Repúbliques Socialistes Soviètiques | Formia, Itàlia                                        | 8 de juliol de 1991    | 12 |
| 6.10 m     | Serguei Bubka         | Unió de Repúbliques Socialistes Soviètiques | Malmö, Suècia                                         | August 5, 1991         | 13 |
| 6.11 m     | Serguei Bubka         | Ucraïna                                     | Dijon, França                                         | 13 de juny de 1992     | 14 |
| 6.12 m     | Serguei Bubka         | Ucraïna                                     | Pàdua, Itàlia                                         | August 30, 1992        | 15 |
| 6.13 m     | Serguei Bubka         | Ucraïna                                     | Tòquio, Japó                                          | 19 de setembre de 1992 | 16 |
| 6.14 m (A) | Serguei Bubka         | Ucraïna                                     | Sestrieras, Itàlia                                    | 31 de juliol de 1994   | 17 |
| 6.16 m (i) | Renaud Lavillenie     | França                                      | Donetsk, Ucraïna                                      | 15 de febrer de 2014   | 1  |
| 6.17 m (i) | Armand Duplantis      | Suècia                                      | Toruń, Polònia                                        | 8 de febrer de 2020    | 1  |
| 6.18 m (i) | Armand Duplantis      | Suècia                                      | Glasgow, Regne Unit                                   | 15 de febrer de 2020   | 2  |
| 6.25 m     | Armand Duplantis      | Suècia                                      | París, França                                         | 05 d'agost de 2024     | 3  |

(A) = Rècord reixit en altitud
(i) = Rècord indoor